# Brassica oleracea gruppo acephala
Il gruppo acephala è un gruppo di varietà di Brassica oleracea a cui appartengono il cavolo nero e altre cultivar tra cui il cavolo riccio.

## Descrizione

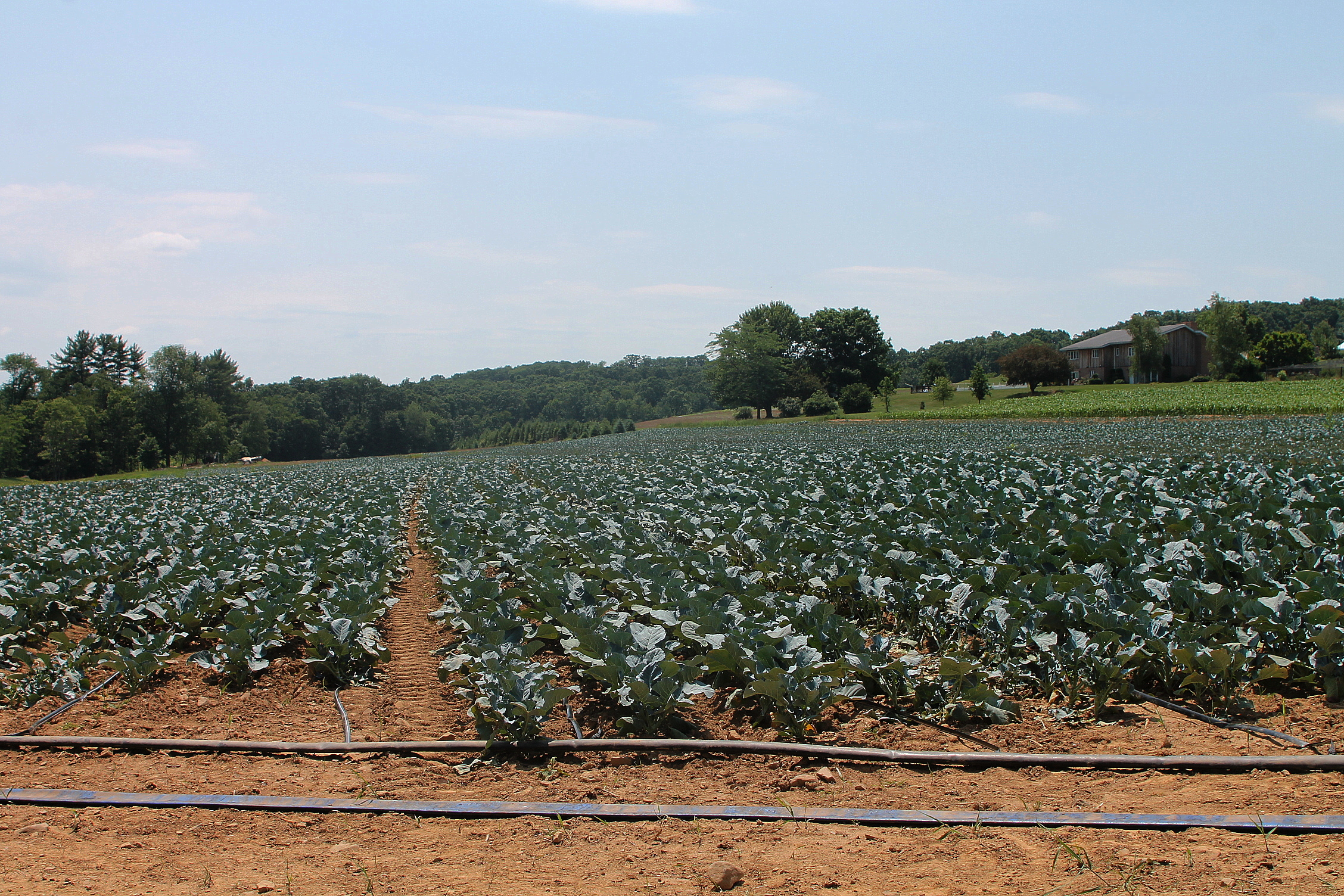
Coltura in pieno campo (Pennsylvania)

Le cultivar del gruppo acephala sono prive della testa centrale che formano molti altri tipi di cavolo (da cui il nome della varietà, che in greco significa senza testa), e sono caratterizzate da foglie di colore verde scuro lanceolate e divise, dalla superficie bollosa. Può comportarsi, a seconda del clima, come pianta annuale o biennale.

## Tassonomia
Questo gruppo di cultivar è anche stato classificato come Brassica oleracea var. acephala, Brassica oleracea var. viridis o come Brassica oleracea convar. acephala var. viridis. Tra le cultivar raggruppate nella varietà acephala o viridis oltre al cavolo nero ci sono anche quelle chiamate, sempre in italiano, cavolo da foraggio e cavolo cavaliere.

## Distribuzione

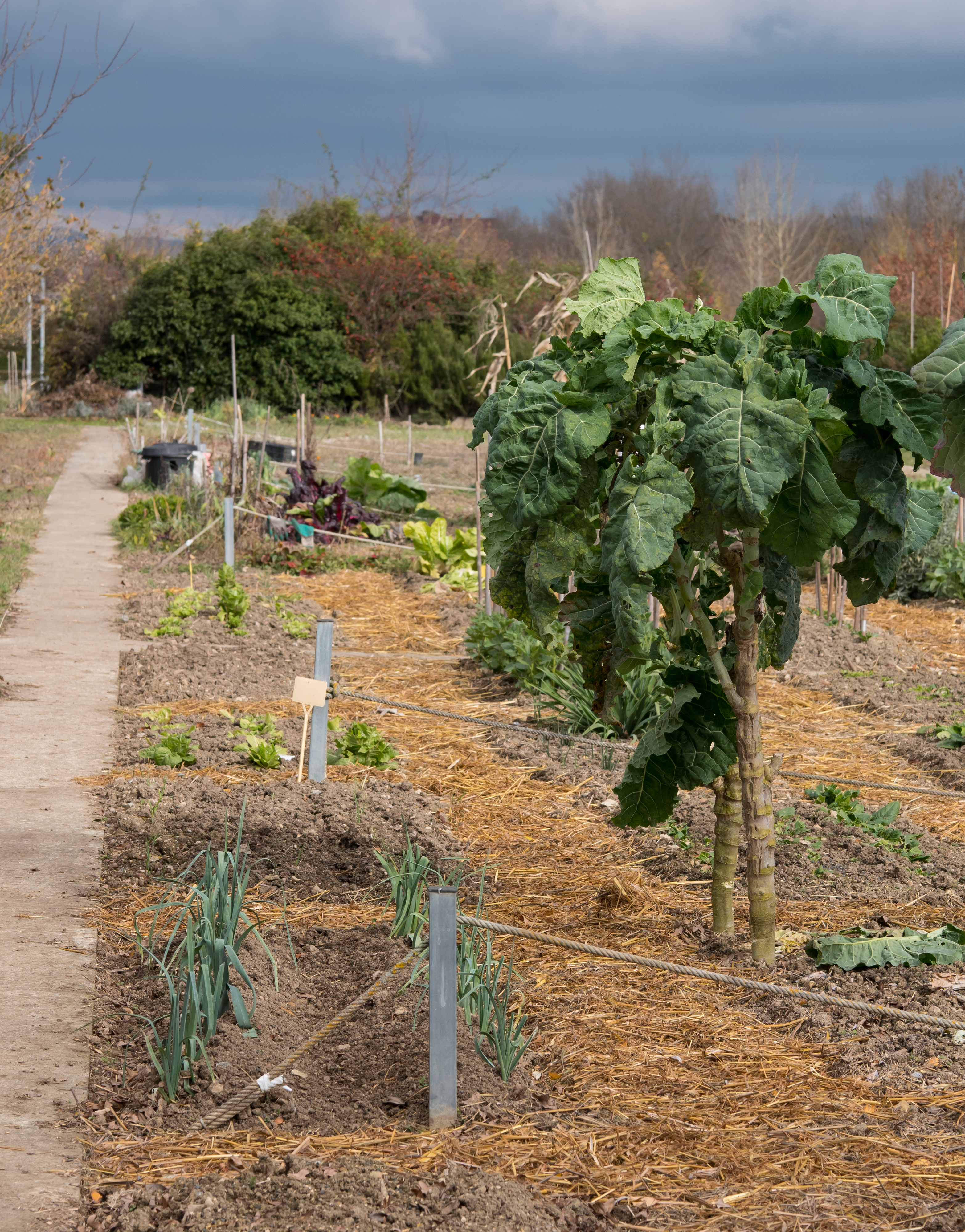
Coltivazione familiare

La pianta è coltivata per il valore nutritivo delle sue foglie e anche a scopo ornamentale in numerose aree del mondo come il Portogallo, il nord della Spagna, l'Italia, i Balcani, gli Stati Uniti, il Brasile, il nord dell'India e in varie zone dell'Africa.

## Utilizzi

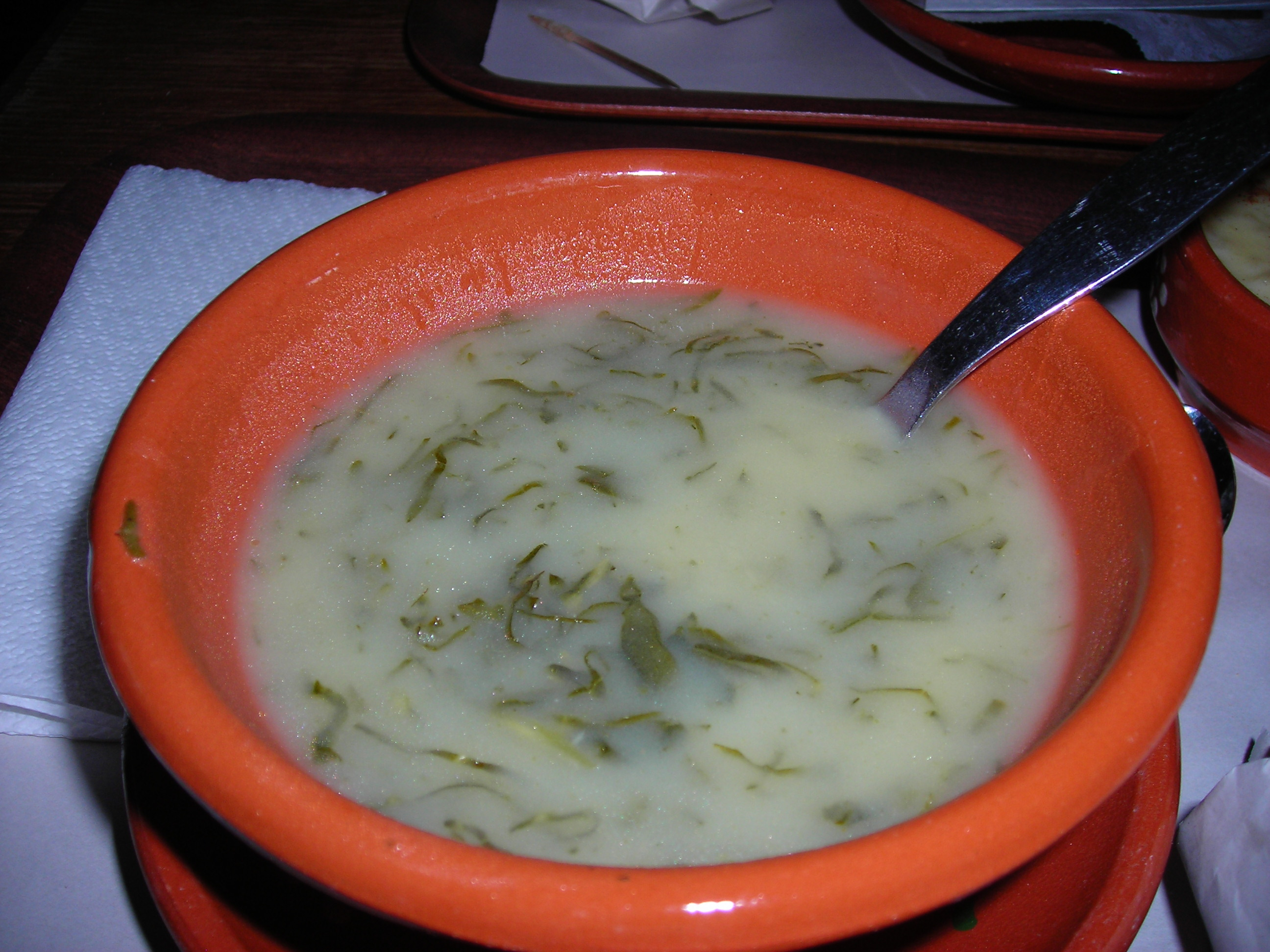
Una ciotola di caldo verde

Questo tipo di cavolo è usato in varie zone del mondo come pianta da foraggio. Nell'alimentazione dei bovini da latte un eccesso di questo alimento nella razione giornaliera, pur essendo molto gradito agli animali e aumentando la loro produzione di latte, può peggiorare le caratteristiche organolettiche di quest'ultimo.
La parte edule per il consumo umano è rappresentata principalmente dalle foglie private dello stelo, le quali sono utilizzate per numerose preparazioni che in Italia comprendono la tipica ribollita, il minestrone, la bruschetta e il risotto. Il periodo migliore è quello caratterizzato da temperature molto rigide, infatti secondo l'opinione comune, nei periodi successivi alle gelate invernali di gennaio e febbraio, le foglie risultano meno coriacee e più saporite. Viene usato soprattutto nella cucina toscana. In Spagna viene usato per la preparazione del cocido, spesso con patate e vari tagli di carne suina. In Portogallo e in Galizia è alla base della preparazione del caldo verde.

### Ricette
Nonostante rilevanti variazioni delle ricette a seconda delle zone geografiche, vari piatti necessitano l'utilizzo di cavolo nero, come la ribollita, la minestra di pane, la farinata di cavolo nero e la minestra di cavolo nero. In altri casi è invece interscambiabile con altri tipi di cavolo.